# Свободный стих
Свобо́дный сти́х, верли́бр (фр. vers libre) — в разной степени свободный от жёсткой рифмометрической композиции стих, занявший довольно широкую нишу в западной, в частности — англоязычной, поэзии XX века. Это тип стихосложения, для которого характерен последовательный отказ от всех «вторичных признаков» стиховой речи: рифмы, слогового метра, изотонии и изосиллабизма (равенства строк по числу ударений или слогов) и регулярной строфики.

## История

### Общие сведения
Вопреки распространённому мнению, свободное стихосложение не является новейшим изобретением, имея, наравне с рифмометрическим, корни в дописьменном поэтическом творчестве, эпосе, исторических песнях, хотя и не является прямым продолжением дописьменных традиций. Тем не менее, для многих национальных стихотворных традиций верлибр стал основным способом выражения поэтического авангарда. 
Верлибр как литературное направление отстаивали французские поэты-символисты Гюстав Кан и Реми де Гурмон.
Современный верлибр также многим обязан таким поэтам XIX века, как Фридрих Гёльдерлин, Уолт Уитмен, Стивен Крейн, Артюр Рембо, Жюль Лафорг и др. 
В начале XX века он был избран в качестве основного метода многими англоязычными поэтами, в частности, представителями имажизма; Ричард Олдингтон в предисловии к антологии имажизма (1915) писал:

Мы не настаиваем на том, что верлибр — единственный метод написания поэзии. Но мы отстаиваем право и свободу поэтов писать таким образом.

Томас Элиот писал:
Автор верлибра свободен во всём, если не считать необходимости создавать хорошие стихи.
Владимир Бурич писал о свободном стихе:
В противоположность конвенциональным стихам (то есть стихам, имеющим такие обязательные признаки, как метр и рифма или хотя бы один из них), которые стихами записываются для выделения метрического ряда и удобства отыскания рифмы глазами, свободные стихи записываются стихами для выявления оттенков интонации, смысла, для подтверждения или обмана читательского ожидания (существует такой психологический феномен). С точки зрения эстетической конвенциональные стихи являются конкретным выражением категории искусственности (не следует вкладывать в это слово негативный смысл), а свободные стихи — эстетической категории естественности.

### Свободный стих в русской поэзии
В 2007 году Максим Амелин опубликовал в журнале «Арион» нерифмованный диптих Михаила Собакина «Благополучное соединение свойств…» (1738), посвящённый императрице Анне Иоанновне. В сопроводительной статье Максим Амелин называет этот текст первым образцом русского верлибра. Теоретик литературы Юрий Орлицкий указал, что «Собакин вряд ли понимал, что пишет свободным стихом», и то, что он написал, в те времена «скорее воспринималось как проза».
Свободный стих как таковой был впервые упомянут в русских литературных источниках в XVIII веке Антиохом Кантемиром в его «Письме к приятелю о сложении стихов русских», где также были заложены основы теоретического анализа свободного стиха и возможностей его адаптации в русской поэзии. Однако занял место в русской поэзии он лишь в начале XX века, когда со свободным стихом экспериментировали поэты Михаил Кузмин, Сергей Нельдихен и др.
Несмотря на всё это, в российской критике споры о месте верлибра в русской поэзии не утихают. Достаточно показательна, например, статья Кирилла Анкудинова в «Литературной газете» (2017) «Наблюдать умирание ремёсел». По его мнению, «в верлибре слово может быть „носителем информации“ плюс образом; однако поэзия помнит о том, что была синкретическим искусством, и слово — нота или сочетание нот незримой партитуры стиха (попытайтесь пропеть верлибр). … Поэтическая индивидуальность обеспечивается просодией, то есть звучанием стиха; верлибр умерщвляет просодию; лирическое слово в верлибре, вместо того, чтобы держаться на просодической волне, или идёт камнем ко дну прозы, или прицепляет к себе воздушный шар приторной образности». 
С другой стороны, Дмитрий Чернышев определяет верлибр как высшее достижение литературы со времён «ритмической речи богов».

### Проблемы понятия «верлибр» и «свободный стих»
Понятия «верлибр» и «свободный стих» повсеместно употреблялись в одном значении, начиная с 1909 года, о чём свидетельствует «Международная анкета о свободном стихе», проведенная одним из основателем футуризма Ф. Т. Маринетти. Советские стиховеды понятия «свободный стих» и «верлибр» использовали в качестве абсолютных синонимов (А. Квятковский). Однако в процессе развития русского верлибра в конце 20 и начале 21 века возникло множество споров вокруг проблемы так называемого свободного стиха и верлибра. В. Бурич предложил стиховедам отказаться от термина «верлибр» (фр. — vers libre), как не вполне точного.

## Примеры
Она пришла с мороза,

Раскрасневшаяся,

Наполнила комнату

Ароматом воздуха и духов,

Звонким голосом

И совсем неуважительной к занятиям

Болтовнёй.

Она немедленно уронила на пол

Толстый том художественного журнала,

И сейчас же стало казаться,

Что в моей большой комнате

Очень мало места.

Всё это было немножко досадно

И довольно нелепо.

Впрочем, она захотела,

Чтобы я читал ей вслух Макбета.

Едва дойдя до пузырей земли,

О которых я не могу говорить без волнения,

Я заметил, что она тоже волнуется

И внимательно смотрит в окно.

Оказалось, что большой пёстрый кот

С трудом лепится по краю крыши,

Подстерегая целующихся голубей.

Я рассердился больше всего на то,

Что целовались не мы, а голуби,

И что прошли времена Паоло и Франчески.

6 февраля 1908

Александр Блок